# همسر مرد ثروتمند
همسر مرد ثروتمند (به انگلیسی: The Rich Man's Wife) فیلمی محصول سال ۱۹۹۶ و به کارگردانی امی هولدن جونز است. در این فیلم بازیگرانی همچون هلی بری، پیتر گرین، کلایو اوون، کریستوفر مک‌دونالد، فرانکی فیزن، چارلز هالاهان، سله‌آ لویس و آلن ریچ ایفای نقش کرده‌اند.